# 이희헌 묘역
이희헌 묘역은 경기도 포천시 일동면 기산리 산136-1번지에 있는 조선시대 중,후기의 한의사 이희헌(1569? ~ 1651)의 묘역이다. 아래로 이희헌의 아들 이원빈, 손자 이경태의 묘소가 소재해 있다. 본래 성남시 분당구 대장동 산19번지 절골(사동)부락에 있던 우계이씨 일가의 묘역 중, 판교퍼스트힐 푸르지오 2단지 아파트 오른쪽 건너편에 있던 이희헌과 그의 아들 이원빈, 손자 이경태의 묘역을 2017년 4월 14일 이장하게 되었다.
이지방, 이감 등의 묘역은 원주시 부론면 단강리로 이장했으나, 이희헌과 그의 일가 묘역은 포천시로 이동하게 되었다.
이희헌은 조선 중기의 의관, 문신으로 의과에 급제하여 동의보감, 신찬벽온방, 벽역신방 등의 의서인출과 감교에 참여하였다. 희헌의 장남 이원빈은 통덕랑으로 생원시에 합격해 동몽교관에 이르렀으며, 이원빈과 그의 아들 이경태는 왕실과의 혼인으로 선원록, 유부록에 실리게 되었다. 묘소는 포천시 일동면 기산리 기산근린공원 남쪽, 기산아파트 동쪽 산 중턱에 소재해 있다.
일동초등학교 삼거리에서 일동초등학교, 포천시립일동도서관을 중심으로 일동파출소, 일동터미널 방향으로 가지 않고 남쪽방향 따라 내려가다가 기산아파트 입구 다음 마을길로 따라가면 묘소 입구가 나타난다.

## 기타
그의 증손 이상우의 묘소는 포천시 이동면 장암리 배상동 묘좌(卯坐)에 있다.
그의 7대손 태화 이현상의 묘소는 포천시 일동면 기산리 118번지, 일동중고등학교 건너편, 일동문화체육센터 뒷산이자 기산리 동원베네스트 오뚜기빌아파트, 기산리 국군복지단 오뚜기빌마트 뒷산에 있다. 충청북도 단양군과 기타 지역에 산재해 있던 8대손 이기녕 등의 묘소와 함께 2000년대 이후 이곳으로 이장해온 것이다.

## 같이 보기
- 이희헌
- 일동초등학교